# Directors Lounge
Directors Lounge (abréviation: DL), basé à Berlin, est une plate-forme pour arts cinématographique et multimédia qui organise des avant-premières et des expositions tout au long de l'année à Berlin et différentes autres villes. Chaque année parallèlement à la Berlinale (février) a lieu la manifestation centrale de Directors Lounge : l’intense présentation «The Berlin International Directors Lounge». Directors Lounge a été créé par le réalisateur André Werner, l'artiste Joachim Seinfeld et le galeriste/administrateur Longest F. Stein en lien avec les galeries A&O ainsi qu’avec d’autres artistes actifs dans le domaine du multimédia à Berlin.

## Fondation
Directors Lounge a été fondé en 2005 de manière informelle pour proposer aux réalisateurs et artistes utilisant le support vidéo un environnement non contraignant, point de rencontre pendant la Berlinale, donnant aussi la possibilité de projeter des films qui - au regard de leurs durée, méthodes ou thématiques- n’entrent pas dans une catégorisation normée, que ces films soient le fruit d’artistes connus ou non. Contrairement à la plupart des festivals de ce type l’environnement se veut dégagé de l’atmosphère habituelle des «salles obscures»: on favorisera plutôt l’interaction et la discussion. En tant que tel son but était aussi de servir de rampe de lancement à des coopérations. Par suite de sa perception positive, l’«Event» s’est étendu en dehors de la simple période du festival annuel et s’est développé jusqu’à devenir une plate-forme pérenne pour le film et l’art dans le domaine du multimédia, «The Berlin International Directors Lounge» restant tous les ans la manifestation centrale. Le festival a été jusque-là organisé dans des lieux différents avec une attention particulière à ce qu’il reste un évènement multimédia non standardisé.

## Berlin International Directors Lounge
La manifestation publique annuelle, celle de février se déroulant parallèlement à la Berlinale, est en premier lieu un forum du film avec une prédominance de courts-métrages. Forum qui met aussi en scène installations à caractère artistique, live musicaux et Actionnisme («Aktionskunst»). Beaucoup de films sont projetés en avant-première. La direction artistique de la dernière manifestation annuelle (acronyme «DLX», 6-16 février 2014) a été prise en charge par Julia Murakami, André Werner, Klaus W. Eisenlohr et Kenton Turk. Parmi les administrateurs participant à l’organisation du festival comptent souvent les réalisateurs Alexei Dmitriev (Russie) et Shaun Wilson (Australie) ainsi que Heiko Daxl (Allemagne) décédé en 2012 en coopération avec Ingeborg Fülepp (Croatie), tous deux artistes multimédia.
Le premier festival (2005) a été organisé dans le Club el Cultrún à Berlin-Friedrichshain. En 2006 et 2007 des espaces réaménagés dans la Karl-Marx Allee (num. 137/133) ont servi de siège au Festival,. En 2008 et 2009 Directors Lounge s’est déplacé dans le quartier Mitte dans la Scala entre-temps disparue (ouverte en 1908 en tant que «Überbrettl» - grand cabaret-, plus tard appelée Aladin, puis Camera « l’unique cinéma d’art et d’essai de la RDA »), alors qu’en 2010 et 2011 c’est la maison de l’art et atelier Meinblau sur la Pfefferberg à Prenzlauer Berg qui a servi de lieu d’organisation. Pour le 8e Festival Directors Lounge réélit Mitte comme lieu d’organisation, dans le Naherholung Sternchen, derrière l’ancien cinéma est-allemand Kino International - spécialisé alors dans les avant-premières - situé à proximité d'Alexanderplatz.
Comme son nom (Lounge) l’indique, il importe aux organisateurs du Festival de créer une atmosphère informelle et d’ambiance, à travers laquelle les cinéastes se voient offert la possibilité d’entrer facilement en contact, ce qui le singularise par rapport à bon nombre d’entreprises similaires. Le festival est ouvert à tout envoi, indépendamment de sa durée. À côté des films sélectionnés dans le cadre d’un appel d’offres (Open Call) ouvert à tous, le contenu est aussi composé d’une série de programmes émanant des administrateurs.
Le festival ne décerne pas de prix aux films participants ce par quoi il se distingue encore de manifestations semblables. C’est une organisation à but non lucratif en grande partie soutenue par des prestations bénévoles et un peu de sponsoring. Exposants et conférenciers invités ne sont pas payés pour leurs participations.
Comme remarquables parmi les participants s’étant associés dès ses débuts au festival peuvent être cités Michael Nyman, nommé aux Golden Globes et distingué du BAFTA qui a été présent lors de la première avant-première publique de son film NYman With A Movie Camera (2011) en Allemagne; le réalisateur canadien Guy Maddin qui l’année de sa participation au jury de la Berlinale a fait part d’une sélection de ses courts-métrages (2011); le photographe/cinéaste Anton Corbijn (2012), distingué par trois prix au Festival de Cannes; Simon Ellis, honoré du prix Sundance par le jury international dans la catégorie court-métrage qui a été présent lors d’une rétrospective de ses films administrée par lui-même en 2012, ainsi que le réalisateur Nick Zedd à qui l’on doit le concept de «Cinema of Transgression» et qui fut aussi présent en 2012 lors d’une rétrospective de ses courts-métrages.
Parmi les artistes le compositeur tchèque à la musique avant-gardiste Vladimir Hirsch (qui a présenté son Underlying Scapes), Max Hattler (en) (vidéaste de performance qui a présenté ses Audiovisual Abstractions) et Birol Ünel, distingué du prix du film allemand (Deutscher Filmpreis) dans la catégorie meilleur acteur principal (et qui a récité des poésies de Miron Zownir, membre du mouvement «anti-art» ),,.

## Plate-forme pour l’art dans le domaine du multimédia tout au long de l’année
Bientôt le festival se déroulant en février devait grandir jusqu’à devenir une entreprise qui organise des présentations tout au cours de l’année. Il y a eu une série d’évènements et de coopération de Directors Lounge à l’étranger, entre autres à Londres (Cog Collective, 2006), Poznań (IF Museum, 2006), Denver (TIE [The International Experimental Cinema Exhibition], 2006), Miami (Art Basel Miami Beach, 2006), Saint-Pétersbourg (en coopération avec le Goethe-Institut, 2008), Paris (Nuit Blanche, 2011) Los Angeles (avec la Los Angeles Art Association, 2011), Timișoara (Timishort Film Festival, 2011) , Rome (L’isola del Cinema, Cinelab Groupama, 2012),, Albuquerque (Experiments in Cinema, 2012 et 2013),, Séoul (Zaha Museum, 2012, Gallery On, 2014),, Vienne (Museumsquartier, 2014) Porto Alegre (Usina do Gasômetro, en coopération avec le Goethe-Institut, 2015) et Salvador (en coopération avec Ocupação Coaty, 2016). Des évènements semblables se sont déroulés en Allemagne en dehors de Berlin à Munich (Memory in Motion, 2007), Cologne (Tease Art Fair, 2009), Essen (C.A.R, 2011), Düsseldorf (Japan-Tag, cinéma Blackbox dans le Musée du Film, 2011, 2012, 2013 et 2014),,, et Dresde (Motorenhalle, 2015). Les présentations reflètent souvent la perspective de l’évènement de février. Lors de ces excursions se sont produits entre autres VJ Chuuu (Japon) et Eberhard Kranemann (membre fondateur de Kraftwerk).
À côté de ces excursions à l’étranger il y a régulièrement des présentations à Berlin même. Les conférences de Klaus W. Eisenlohr, entre autres, sont depuis quelques mois notables. Celles-ci se caractérisent par des tours de discussion entre les réalisateurs et le public à la suite des projections cinématographiques. La plupart de ces discussions ont lieu dans le Z-inema du Z-Bar qui organise bon nombre d’évènements culturels diversifiés. Eisenlohr donne aussi une série de conférences spécifiques portant le titre de «Urban Research» qui sont présentées régulièrement dans le cadre du festival de février.
Directors Lounge n’est en aucune manière lié à la Berlinale, malgré le parallèle temporel entre cette dernière et la manifestation de février. De même Directors Lounge ne saurait être confondu avec l’organisation allemande du nom de Regielounge, fondée postérieurement et dont le nom traduit de l’anglais apparaît différent de «Director’s Lounge» ou «Directors Lounge».